# The Accused (1949)
The Accused is een Amerikaanse film uit 1949 met Loretta Young en Robert Cummings in de hoofdrollen. De film werd geregisseerd door William Dieterle. 

## Rolverdeling
| Acteur          | Personage        |
| --------------- | ---------------- |
| Loretta Young   | Dr. Wilma Tuttle |
| Robert Cummings | Warren Ford      |
| Wendell Corey   | Lt. Ted Dorgan   |
| Sam Jaffe       | Dr. Romley       |
| Douglas Dick    | Bill Perry       |